# نابالكارنيرو
نابالكارنيرو (بالإنجليزية: Navalcarnero)‏ هي بلدية ومدينة في منطقة الحكم الذاتي وتقع في منطقة مدريد في وسط إسبانيا. تبلغ مساحة هذه المدينة 100.2 (كم²)، ويبلغ عدد سكانها 23115 نسمة حسب إحصاء سنة 2010 م.

## أعلام
- خوسيه غوميز